# Cratere Lepaute
Lepaute è un cratere lunare di 16,36 km situato nella parte sud-occidentale della faccia visibile della Luna, sulla riva occidentale della Palus Epidemiarum, ad ovest del cratere Ramsden.
Il cratere è dedicato all'astronomo francese Nicole-Reine Lepaute.

## Crateri correlati
Alcuni crateri minori situati in prossimità di Lepaute sono convenzionalmente identificati, sulle mappe lunari, attraverso una lettera associata al nome.
| Lepaute | Coordinate            | Diametro (in km) |
| ------- | --------------------- | ---------------- |
| D       | 34°21′36″S 36°18′00″W | 20,41            |
| E       | 35°45′00″S 35°03′36″W | 10,48            |
| F       | 37°20′24″S 34°52′48″W | 6,23             |
| K       | 34°23′24″S 34°00′36″W | 10,54            |
| L       | 34°26′24″S 35°19′12″W | 9,05             |